# Вишневе (Мелітопольський район)
Вишне́ве —  село в Україні, у Мелітопольському районі Запорізької області. Входить до складу Приазовської селищної громади. Населення становить 114 осіб.

## Географія
Село Вишневе знаходиться на відстані 4,5 км від селища Приазовське. Поруч проходить автомобільна дорога М14 (E58).

## Населення

### Мова
Розподіл населення за рідною мовою за даними перепису 2001 року:
| Мова       | Кількість | Відсоток |
| ---------- | --------- | -------- |
| українська | 64        | 56.14%   |
| російська  | 49        | 42.98%   |
| болгарська | 1         | 0.88%    |
| Усього     | 114       | 100%     |

## Історія
- 1929 — дата заснування.
- До 2017 року було частиною Приазовської селищної ради.